# 유엔군사령부
유엔군 사령부(한국 한자: -軍司令部, 영어: United Nations Command, UNC) 혹은 국제연합군 사령부(한국 한자: 國際聯合軍司令部)는 6.25 전쟁 시기와 그 이후를 계기로 대한민국을 지원하기 위해 설립된 유엔의 사령부이다. 유엔 창설 이래 최초로 다국적 연합의 지휘 하에 창설된 국제 통합 사령부이자, 유엔 헌장의 집단안전보장 제도를 실현한 최초의 사례이다. 이런 유엔군 사령부의 지휘 하에 창설된 다국적 연합군을 유엔군이라고 부르며, 현재까지 유엔군 사령관은 주한 미군 사령관이 겸직한다.

## 역사
자유 진영 중 6.25 전쟁에 동참한 참전 16개국 등의 군대를 통솔하기 위해 유엔 안보리 결의에 따라 1950년 7월 24일 도쿄에서 유엔군 사령부가 설립되었으며, 정전협정이 체결된 1953년 7월 27일에 유엔군 사령부의 전력은 총 932,964명으로 가장 많았다. 이는 같은 해 7월 7일 유엔 안전보장이사회가 북한의 남침을 인정한 데 따른 것이다. 당시 유엔 안전보장이사회 상임이사국이자 북한의 주요 동맹국이었던 소련은 중화민국(타이완)을 대표로 인정한 유엔에 항의하여 보이콧 중이었기에 해당 결의안이 통과될 수 있었다. 유엔 회원국들은 북한의 침략을 격퇴하기 위해 지원을 요청받았으며, 유엔군 사령부는 이러한 여러 국가의 군대가 통합된 지휘 체계 아래에서 작전을 수행할 수 있도록 했다. 전쟁 동안 22개국이 유엔군 사령부에 군사적 또는 의료적 인력을 제공하였으며, 미국이 유엔군을 이끌고 대부분의 병력과 자금을 제공했지만, 모든 참가국은 유엔의 명분 하에 공식적으로 참전하였다. 이 작전은 "유엔 주도의 경찰 작전"으로 분류되었다.
1953년 7월 27일, 유엔군 사령부, 조선인민군, 중국인민지원군은 한국 정전협정에 서명하여 공개적인 적대 행위를 종료하였다. 이 협정은 정전 협정의 이행을 감독할 군사정전위원회(MAC)와 분쟁 당사자들이 병력 증강이나 재무장을 하지 못하도록 감시하는 중립국감독위원회(NNSC)를 설립하였다. 1957년에 도쿄에 위치한 유엔군 사령부가 미국 제8군과 함께 용산기지로 이전하였으며, 일부 소규모 부대는 일본에 남아 후방사령부가 되었다고 한다. 1975년, 유엔 총회는 결의안 3390을 채택하여 정전 협정을 평화 협정으로 대체할 것을 촉구하였고, 유엔군 사령부가 1976년 1월 1일부로 해체되기를 희망한다고 명시하였다. 
1953년 이후, 유엔군 사령부의 주요 임무는 정전 유지와 남북한 간 외교 촉진이다. "군사정전위원회" 회의는 1994년 이후로 열리지 않았지만, 유엔군 사령부 대표들은 조선인민군 구성원들과 정기적으로 공식 및 비공식 회의를 진행하고 있다. 정전협정 조항에 대한 가장 최근의 공식 협상은 2018년 10월에서 11월 사이에 이루어졌다. 판문점으로 알려진 공동경비구역(JSA)의 양측 근무 장교들은 매일 통신 점검을 실시하며, 상황에 따라 대면 소통도 가능하다. 2007년 11월 2일 캠프 자마에 위치한 유엔군 후방사령부가 요코타 비행장으로 이전하였으며, 2018년 유엔군 사령부는 미국 제8군, 한미연합군사령부 등과 함께 용산기지를 떠나 평택으로 이전을 시작하였고, 마침내 2022년에 완전하게 이전하였다.

## 임무
1978년 한미연합군사령부가 설립되면서 대한민국 국군과 주한 미군에 대한 지휘권을 넘겼다. 군사정전위원회의 가동, 중립국 감독위원회의 운영, 판문점에 주둔하는 공동경비구역 경비대대 파견 및 운영, 비무장 지대에 있는 경계초소의 운영, 북한과의 장성급 회담 등 정전협정과 관련한 임무만 맡고 있다.

## 조직

### 지휘부
- 사령관: 대장 제이비어 브런슨
- 부사령관: 중장 데릭 맥컬리
- 참모장: 소장 존 웨이드너
- 부참모장(유엔군사령부 군사정전위원회 수석대표 겸임): 소장 강인규
- 주임원사: 잭 러브

### 부대
- 유엔군 후방사령부 (UNC–Rear) - 요코타 비행장
- JSA 경비대대 - 캠프 보니파스
- UNC 본부 - 캠프 험프리스
- UNC 의장대대 - 캠프 험프리스

### 기구
- 현재
  - 유엔 기념 공원 국제관리위원회 (Commission for the UNMCK); 1974년 ~ 현재
  - 중립국 감독위원회 (NNSC); 1953년 7월 27일 ~ 현재
  - 유엔사령부 군사정전위원회; 1953년 7월 27일 ~ 현재
- 과거
  - 유엔 한국 위원회 (UNCOK); 1948년 ~ 1973년[2]
  - 한국통일부흥위원단 (UNCURK); 1951년 ~ 1973년 12월
  - 군사정전의회 (UNCMAC); 1952년 ~ 1953년

## 시설

### 전방사령부 - 한반도 이남 소재
- 캠프 보니파스
- 캠프 험프리스

### 후방사령부 - 일본 소재
- 캠프 자마
- 사세보 해군 기지
- 요코스카 해군 시설
- 화이트 비치 해군시설
- 요코타 비행장
- 카데나 공군 기지
- 후텐마 해병항공기지

## 일본과의 문제
Additionally, UNC continues to ensure the support and force flow through Japan that would be necessary in times of crisis.
 
또한, 유엔사는 위기시 필요한 일본과의 지원 및 전력 협력을 지속할 것입니다.
 — 《2019년 전략 다이제스트》 57쪽
전략커뮤니케이션처(J5 Communications Strategy Division)에서 2019년 5월 9일에 발행한 《2019년 전략 다이제스트》의 57쪽에 실린 문장에 대해 논쟁이 일어났다. 2019년 7월 11일, 대한민국 언론은 한국 전쟁이 재발할 때, 전력 제공 국가의 군대가 모여들게 될 유엔군 사령부가 관할하는 7개의 후방기지가 있는 일본과 전력제공국에 대한 합의를 한다면, 자위대가 한반도에 투입될 수 있으며, 이에 따라 충돌이 있을 수 있다고 보도하였다.
유엔군 사령부 공보부는 같은 날에 곧바로 이러한 언론의 보도가 잘못되었으며, 일본을 전력을 제공하는 국가로 제안하지도 않았고, 일본 정부도 바란 적이 없다고 입장을 밝혔다. 그리고 유엔군 사령부은 작전 능력을 가진 사령부가 아닌 대한민국 국군 측의 4성 장군이 이끄는 연합사령부로 전환할 것이라고 덧붙였다.
주한 미군 사령관 임기를 마치고 퇴역한 미국 육군 대장인 빈센트 브룩스는 유엔군 사령부가 해체될 시, 유엔군 사령부가 관할하는 7개의 후방기지 때문에 일본 정부와 조율해야 한다고 말하였다.

## 같이 보기
- 한미연합군사령부
- UN기념공원

## 참고

### 자료
- “United National Command” (영어). 주한 미군. 2015년 10월 28일에 확인함.
- “United Nations Command‐Rear Fact Sheet” (PDF) (영어). 주한 미군. 2015년 12월 22일에 원본 문서 (PDF)에서 보존된 문서. 2015년 10월 28일에 확인함.